# Burg AG
| AG ist das Kürzel für den Kanton Aargau in der Schweiz. Es wird verwendet, um Verwechslungen mit anderen Einträgen des Namens Burg (Begriffsklärung) zu vermeiden. |

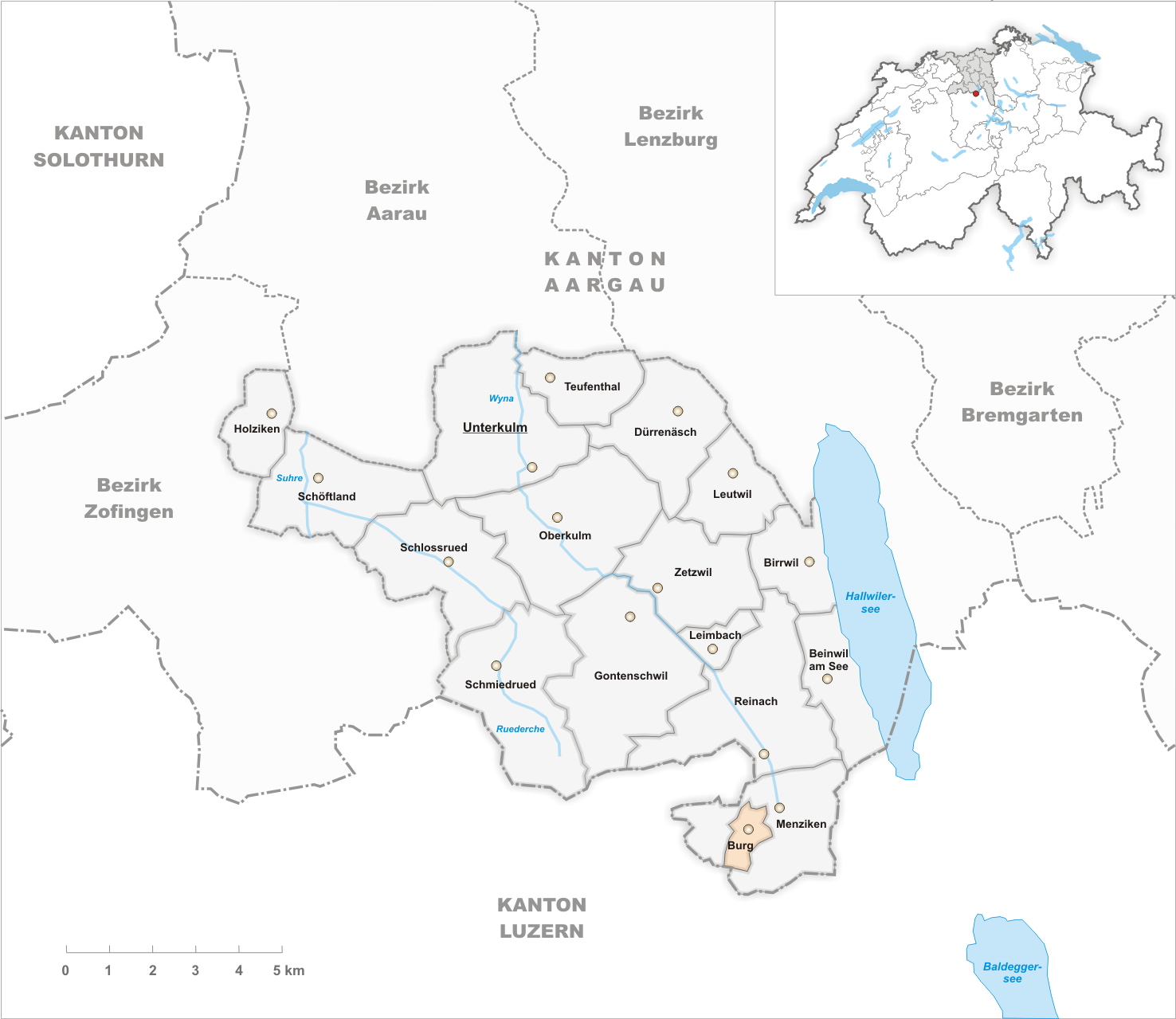
Gemeindestand vor der Fusion am 1. Januar 2023

Burg ist eine Ortschaft in der politischen Gemeinde Menziken im Schweizer Kanton Aargau. Sie gehört zum Bezirk Kulm, liegt im oberen Wynental und grenzt an den Kanton Luzern. Bis zum 31. Dezember 2022 bildete Burg eine eigene politische Gemeinde.

## Geographie
Das Dorf liegt auf der Westseite des Wynentals am Abhang des Stierenbergs. Das steile Tobel des Rickenbachs, einem Zufluss der Wyna, bildet die südliche Gemeindegrenze. Im Westen steigt das Gelände zum 861 Meter hohen Stierenberg an. Die fünf Dörfer Burg, Beinwil am See, Menziken, Pfeffikon und Reinach sind zu einer zusammenhängenden Agglomeration mit rund 20'000 Einwohnern verschmolzen, die Grenzen zwischen den einst getrennten Siedlungen sind kaum mehr erkennbar.
Die Fläche des Gemeindegebiets betrug 94 Hektaren, davon waren 21 Hektaren bewaldet und 33 Hektaren überbaut. Der höchste Punkt befand sich auf 668 Metern, der tiefste auf 558 Metern. Burg war fast gänzlich vom Gebiet der Gemeinde Menziken umschlossen und war somit beinahe eine Enklave. Ganz im Südwesten grenzte Burg auf einer Länge von etwas mehr als 100 Metern an die Gemeinde Rickenbach im Kanton Luzern.

## Geschichte

Historisches Luftbild von Walter Mittelholzer von 1934

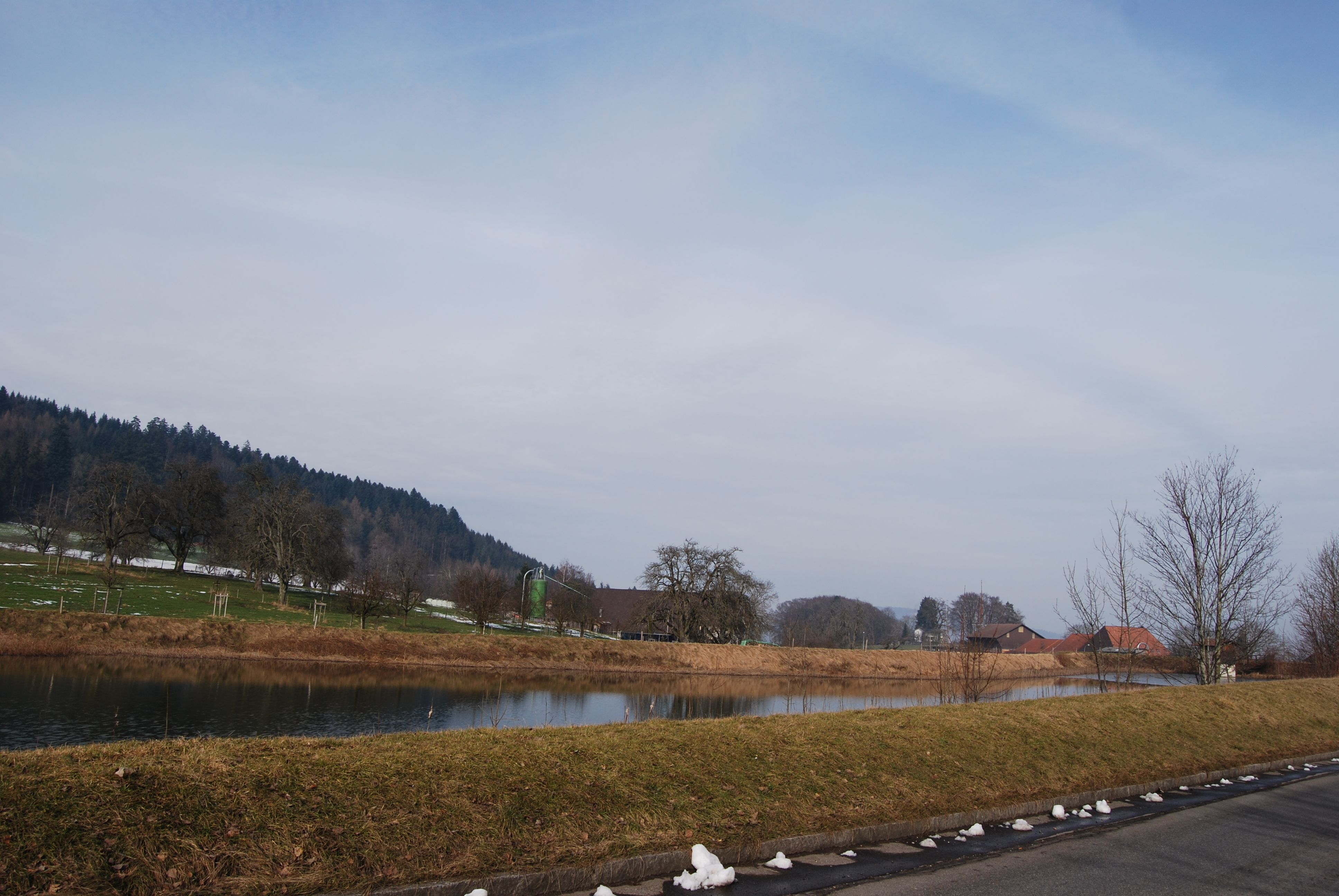
Weiher in Burg

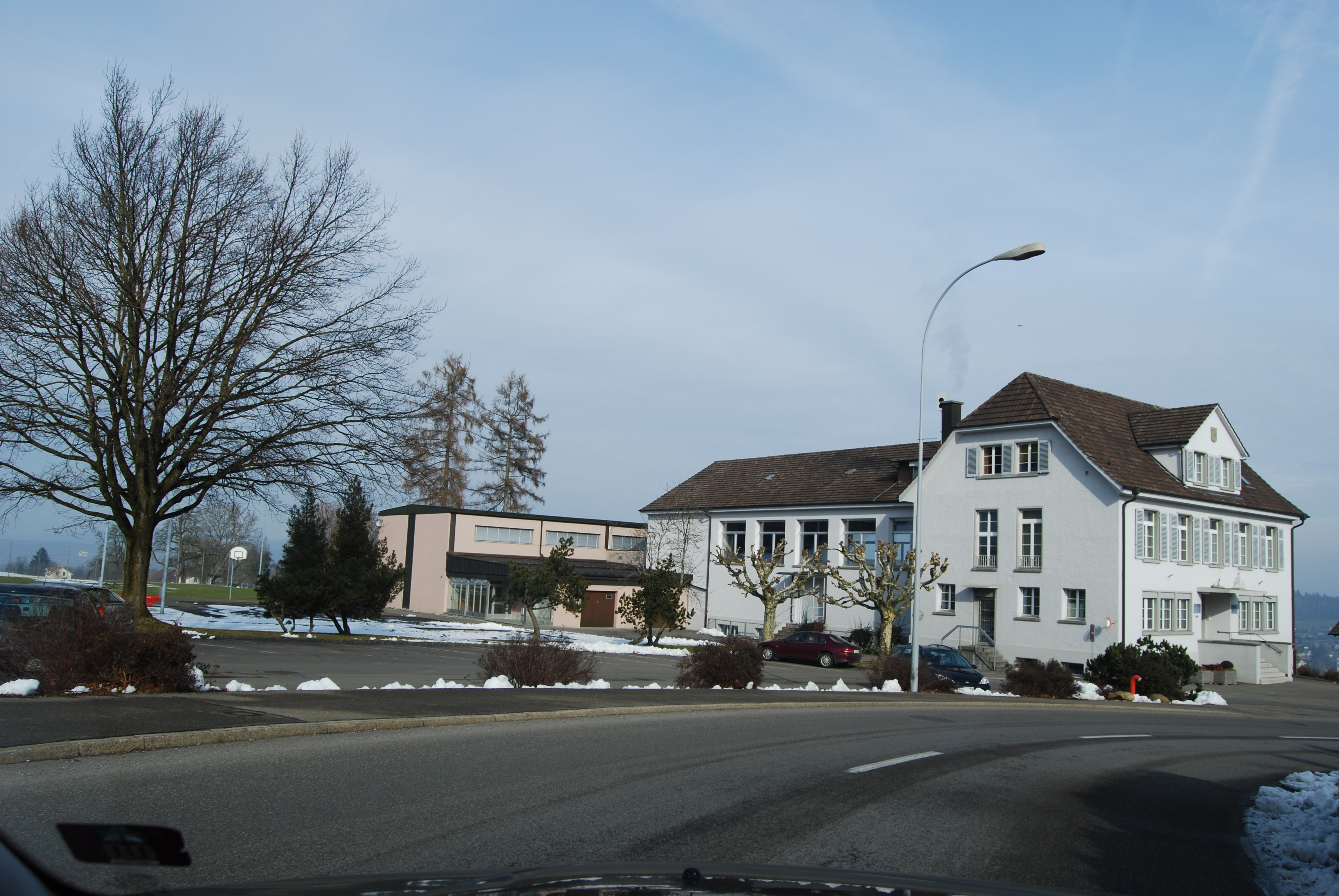
Gemeindehaus

Die Ursprünge des Dorfes gehen auf die im 12. Jahrhundert erbaute Burg Unter-Rinach zurück, dem Stammsitz der Herren von Reinach. Diese waren ein Ministerialengeschlecht der Habsburger und herrschten über das obere Wynental. Während des Sempacherkriegs im Jahr 1386 zerstörten die Eidgenossen die Burg. Die über 15 Meter hohe Ruine musste 1872 dem Neubau des Schulhauses weichen.
1412 wurden erstmals zwei Höfe «bei der Burg» erwähnt. Drei Jahre später eroberten die Eidgenossen den Aargau. Burg gehörte nun zum Untertanengebiet der Stadt Bern, dem so genannten Berner Aargau. Das Dorf war Bestandteil des Gerichts Reinach im Amt Lenzburg. 1528 führten die Berner die Reformation ein. Jahrhundertelang hatte Burg den Status eines autonomen Steckhofs und erhielt erst 1751 vom Rat der Stadt Bern das Gemeinderecht. Im März 1798 nahmen die Franzosen die alte Eidgenossenschaft ein, entmachteten die «Gnädigen Herren» von Bern und riefen die Helvetische Republik aus. Burg gehört seither zum Kanton Aargau.
Die Industrie hielt schon früh Einzug; bereits seit etwa 1720 verarbeitete man Baumwolle in Heimarbeit. Die Textilindustrie wurde um 1860 von der Tabakindustrie verdrängt. Burg und das obere Wynental entwickelten sich zum Zentrum der schweizerischen Zigarrenherstellung und erlangten internationale Bedeutung. Neben Zigarren stellte man in Burg unter anderem Harfen, Rechen und Kachelöfen her. Auch die Goldschmiedekunst besass eine grosse Bedeutung. Im Verlaufe des 20. Jahrhunderts wanderte die Industrie langsam in die besser erschlossenen Nachbargemeinden ab, und Burg wandelte sich zu einer Wohngemeinde in der Agglomeration Oberwynental.
Da Burg, Menziken, Pfeffikon und Reinach auf zahlreichen Gebieten ohnehin eng zusammenarbeiteten, würde nach Ansicht der Gemeindebehörden eine Fusion zumindest mit Menziken sinnvoll sein. Ausserordentliche Gemeindeversammlungen in Burg und Menziken stimmten am 15. Februar 2022 dem ausgehandelten Fusionsvertrag zu. Diese Entscheidung wurde am 15. Mai 2022 in Volksabstimmungen bestätigt, wobei die Zustimmung in Burg mit 88 Prozent sehr deutlich ausfiel. Der Zusammenschluss erfolgte am 1. Januar 2023.

## Wappen
Die Blasonierung des früheren Gemeindewappens lautet: «In Weiss auf grünem Boden eintürmige gezinnte, weiss gefugte Burg mit durchbrochenem Fenster, links beseitet von grüner Tanne.» Das Wappen erschien erstmals 1811 auf dem Gemeindesiegel. Die Burg, der sich eine Tanne dazugesellte, erinnert an den einstigen Stammsitz der Herren von Rinach.

## Bevölkerung
Die Einwohnerzahlen entwickelten sich wie folgt:
| Jahr      | 1764 | 1803 | 1850 | 1900 | 1930 | 1950 | 1960 | 1970 | 1980 | 1990 | 2000 | 2010 | 2020 |
| Einwohner | 154  | 298  | 463  | 563  | 662  | 883  | 939  | 1154 | 960  | 1142 | 991  | 987  | 1033 |

Am 31. Dezember 2022 lebten 1095 Menschen in Burg, der Ausländeranteil betrug 36,5 %. Bei der Volkszählung 2015 bezeichneten sich 30,3 % als reformiert und 24,9 % als römisch-katholisch; 44,8 % waren konfessionslos oder gehörten anderen Glaubensrichtungen an. 81,9 % gaben bei der Volkszählung 2000 Deutsch als ihre Hauptsprache an, 4,8 % Italienisch, 4,2 % Türkisch, 3,8 % Albanisch und 2,6 % Serbokroatisch.

## Wirtschaft
In Burg gab es gemäss der im Jahr 2015 erhobenen Statistik der Unternehmensstruktur (STATENT) rund 320 Arbeitsplätze, davon 3 % in der Landwirtschaft, 57 % in der Industrie und 40 % im Dienstleistungsbereich. Das mit Abstand wichtigste Unternehmen ist der Zigarrenkonzern Burger Söhne. Während der Konzernsitz in Burg geblieben ist, wurde der Produktionsstandort Burg zugunsten von Brissago aufgegeben. Weitere kleinere Industriebetriebe stellen Apparate, Feinmessgeräte, Gewinde und Möbel her. Viele Erwerbstätige sind Wegpendler und arbeiten in Reinach oder Menziken.

## Verkehr
Burg liegt etwas abseits des Durchgangsverkehrs an der Kantonsstrasse 336 zwischen Menziken und Rickenbach. Die Anbindung an den öffentlichen Verkehr erfolgt über eine Postautolinie, die von Beinwil am See über Menziken und Burg zum Bahnhof Sursee führt.

## Bildung
Burg verfügt über einen Kindergarten und ein Schulhaus, in dem die Primarschule unterrichtet wird. Alle Oberstufen (Realschule, Sekundarschule und Bezirksschule) können in Menziken besucht werden. Die nächstgelegenen Gymnasien sind die Alte Kantonsschule und die Neue Kantonsschule, beide in Aarau.

## Persönlichkeiten
- Adolf Aeschbach (1888–1969), Politiker
- Hans Aeschbach (1911–1999), Graphiker und Maler
- Johann Burger (1829–1912), Kupferstecher
- Rudolf Burger (1839–1917), Unternehmer und Politiker
- Rudolf Burger (1864–1950), Unternehmer und Politiker
- Hesso von Reinach († 1275/76), Minnesänger